# Acteon tornatilis
Acteon tornatilis är en snäckart som först beskrevs av Carl von Linné 1758.  Acteon tornatilis ingår i släktet Acteon och familjen Acteonidae. Arten är reproducerande i Sverige. Inga underarter finns listade i Catalogue of Life.

## Bildgalleri

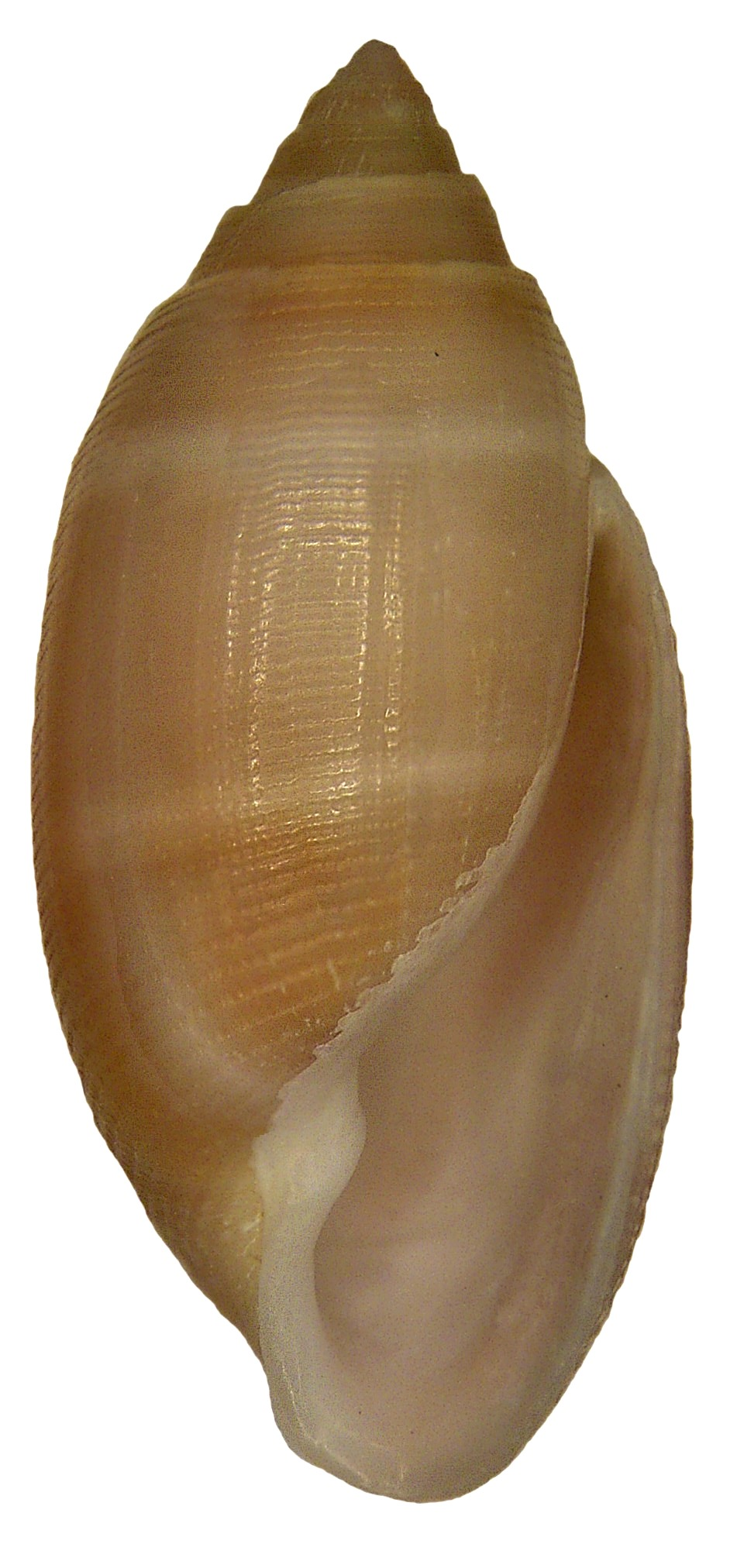
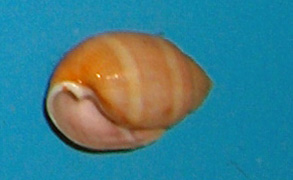
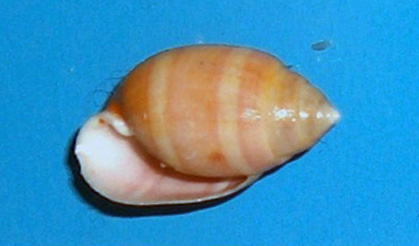
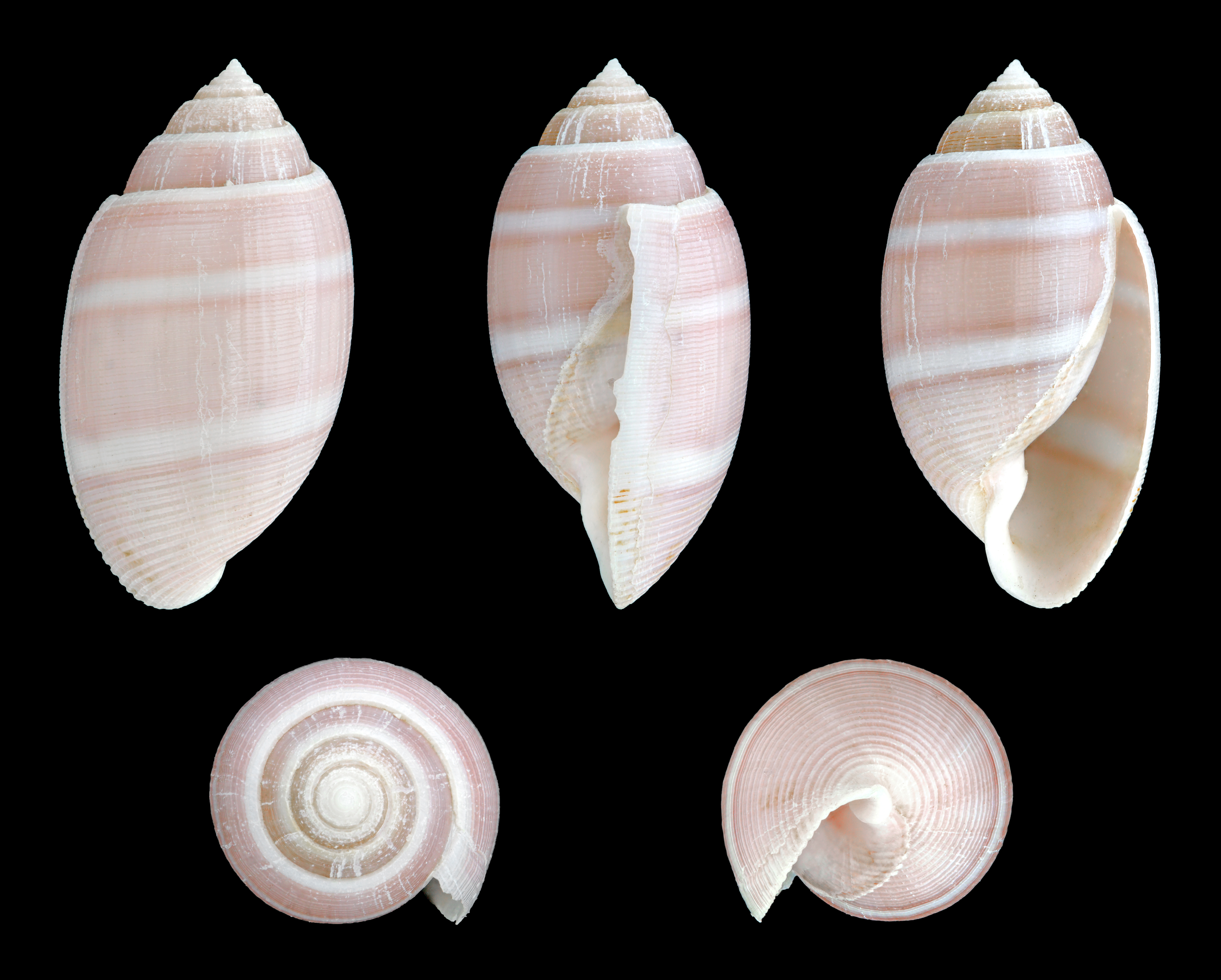
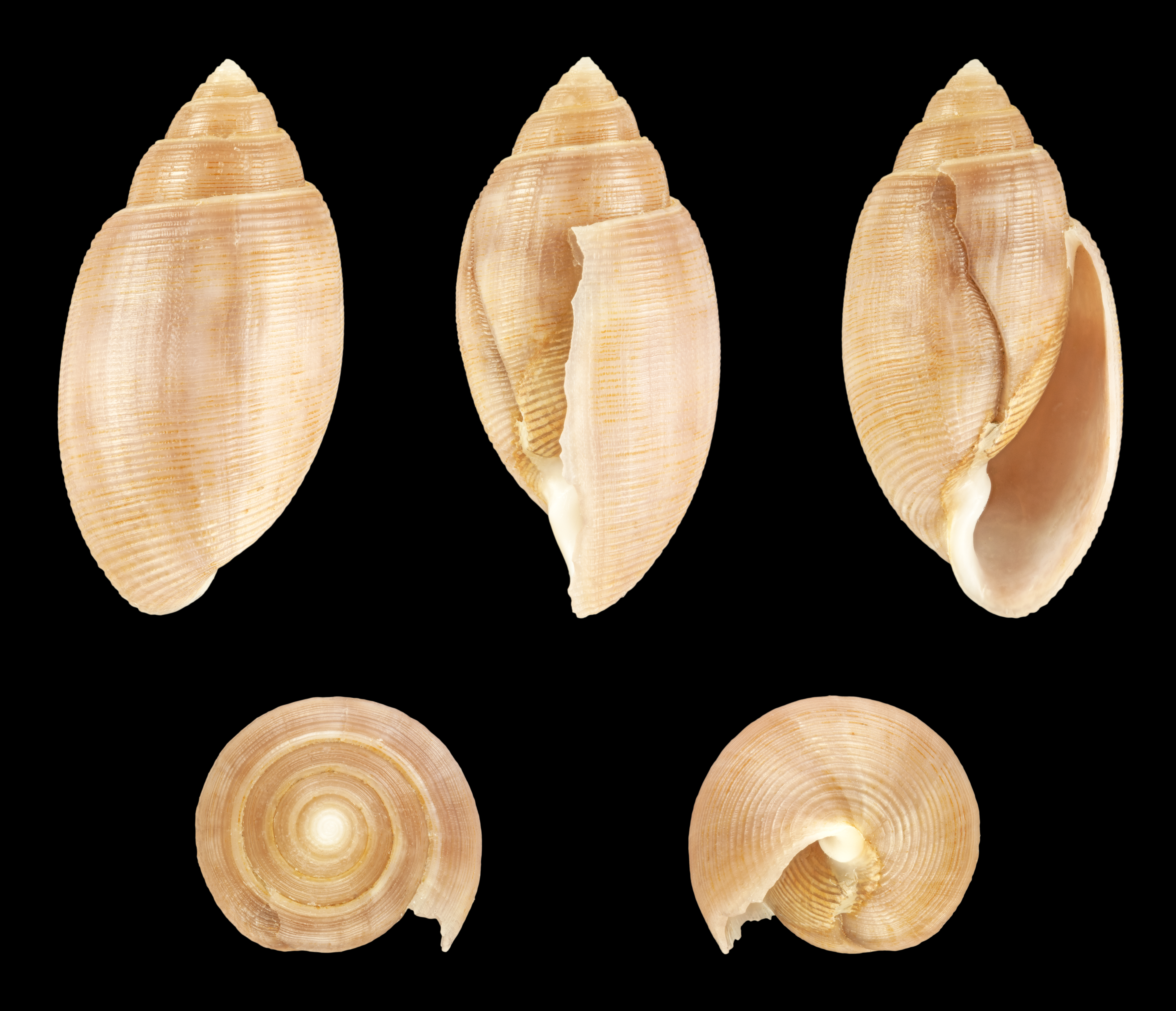